# Zgodbe iz kostanjevih gozdov
Zgodbe iz kostanjevih gozdov es una película dramática eslovena de 2019 dirigida por Gregor Božič. Se estrenó en el Festival Internacional de Cine de Toronto (TIFF) de 2019 en septiembre de 2019 y fue seleccionada como la entrada eslovena a la Mejor Película Internacional en la 93.ª edición de los Premios Óscar, pero no fue nominada.

## Sinopsis
Poco después de la Segunda Guerra Mundial, en un bosque entre Italia y Yugoslavia, un carpintero y un vendedor de castañas comparten historias.

## Reparto
- Massimo De Francovich como Mario
- Ivana Roščić como Marta
- Tomi Janežič como Dr. Toni
- Giusi Merli como Dora